# Oscar Ruggeri
Oscar Alfredo Ruggeri (Corral de Bustos, 26 gennaio 1962) è un ex calciatore e allenatore di calcio argentino.

## Carriera

### Giocatore

#### Club
Nato in Argentina ma di origini italiane (il nonno paterno era originario di Sirolo in provincia di Ancona), Ruggeri cominciò la sua carriera al Boca Juniors, giocando insieme a Diego Armando Maradona e vincendo un titolo nazionale nel 1981. Nel 1985 si trasferì ai rivali del River Plate, squadra con cui vinse la Coppa Libertadores, la Coppa Intercontinentale e un altro campionato argentino (1986).

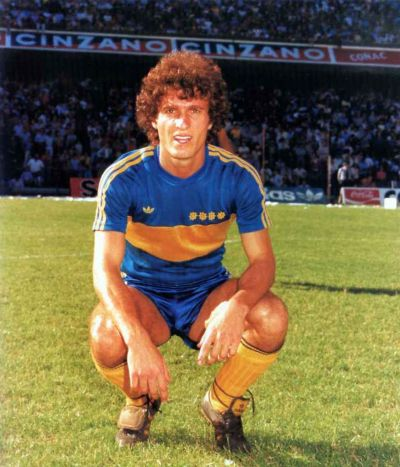
Ruggeri al Boca Juniors nel 1981

Nel 1988 lasciò il continente per trasferirsi in Europa, precisamente in Spagna, prima nel Logroñes e poi nel Real Madrid. Con le Merengues conquistò un titolo di Primera División.
In seguito giocò per il Vélez Sársfield, per l'Ancona (in Serie A), per l'América di Città del Messico, per il San Lorenzo e per il Lanús, terminando la sua carriera proprio al Lanús.

#### Nazionale
Ruggeri rappresentò il proprio paese in tre Mondiali, capitanando l'Argentina nelle ultime due gare del campionato del mondo 1994 (dopo che Maradona era stato allontanato a causa della positività all'efedrina). Ruggeri fu inoltre un punto chiave della Nazionale argentina che vinse la coppa nel 1986 e di quella che perse la finale contro la Germania Ovest nel 1990.
Dopo la sconfitta con la Romania ai Mondiali 1994, Ruggeri si ritirò dal calcio internazionale. Mise a referto 97 gare con la nazionale, record argentino fino a quando non fu sorpassato da Diego Simeone. Prese parte tra l'altro a 21 partite di Copa América, un record nazionale condiviso con José Salomón e che venne superato da Javier Zanetti nel 2011.

### Allenatore
Il 21 dicembre 1998 viene nominato tecnico del San Lorenzo. Chiude il torneo di Clausura al terzo posto ad un punto dalla seconda. L’anno seguente arriva quarto posto al torneo di Apertura e al torneo di Clausura arriva secondo posto a pari merito con Independiente e Colón. Il terzo anno alla guida dei Ciclón arriva al quinto posto al torneo di Apertura. Il 4 febbraio 2001 decide di rassegnare le dimissioni dopo i dissapori con il presidente Fernando Miele e la cattiva prestazione della squadra al Torneo del Verano.
Il 5 marzo viene nominato tecnico del Chivas, prendendo la squadra all’ultimo posto nel proprio girone con 8 punti. Chiude il torneo Verano all’undicesimo posto, al torneo Invierno arriva al settimo posto e riesce a qualificarsi ai quarti di finale della Liguilla, dove viene eliminato dal Toluca.
Il 12 febbraio 2003 viene nominato tecnico del Tecos, prendendo la squadra all’ultimo posto nel proprio girone con 2 punti. Il 17 marzo dopo 5 sconfitte consecutive viene esonerato.
Il 28 maggio viene nominato tecnico dell’Independiente in sostituzione del dimissionario Américo Gallego, facendo così ritorno in patria.

## Statistiche

### Presenze e reti nei club
| Stagione        | Squadra         | Campionato      | Campionato | Campionato |
| Stagione        | Squadra         | Comp            | Pres       | Reti       |
| --------------- | --------------- | --------------- | ---------- | ---------- |
| 1980            | Boca Juniors    | PD              | 21         | 2          |
| 1981            | Boca Juniors    | PD              | 31         | 1          |
| 1982            | Boca Juniors    | PD              | 43         | 3          |
| 1983            | Boca Juniors    | PD              | 19         | 1          |
| 1984            | Boca Juniors    | PD              | 28         | 1          |
| 1985            | Boca Juniors    | PD              | 13         | 1          |
| 1985-1986       | River Plate     | PD              | 35         | 1          |
| 1986-1987       | River Plate     | PD              | 18         | 1          |
| 1987-1988       | River Plate     | PD              | 28         | 2          |
| 1988-1989       | CD Logroñés     | PD              | 34         | 1          |
| 1989-1990       | Real Madrid     | PD              | 31         | 2          |
| 1990-1991       | Vélez Sarsfield | PD              | 31         | 1          |
| 1991-1992       | Vélez Sarsfield | PD              | 24         | 4          |
| 1992-gen. 1993  | Ancona          | A               | 7          | 1          |
| 1992-1993       | América         | Messico         | 27         | 4          |
| 1994            | San Lorenzo     | PD              | 22         | 1          |
| 1995            | San Lorenzo     | PD              | 35         | 3          |
| 1996            | San Lorenzo     | PD              | 27         | 5          |
| 1997            | San Lorenzo     | PD              | 17         | 1          |
| 1997            | Lanús           | PD              | 13         | 2          |
| Totale carriera | Totale carriera | Totale carriera | 504        | 38         |

### Cronologia presenze e reti in nazionale
| Cronologia completa delle presenze e delle reti in nazionale ― Argentina | Cronologia completa delle presenze e delle reti in nazionale ― Argentina | Cronologia completa delle presenze e delle reti in nazionale ― Argentina | Cronologia completa delle presenze e delle reti in nazionale ― Argentina | Cronologia completa delle presenze e delle reti in nazionale ― Argentina | Cronologia completa delle presenze e delle reti in nazionale ― Argentina | Cronologia completa delle presenze e delle reti in nazionale ― Argentina | Cronologia completa delle presenze e delle reti in nazionale ― Argentina |
| Data                                                                     | Città                                                                    | In casa                                                                  | Risultato                                                                | Ospiti                                                                   | Competizione                                                             | Reti                                                                     | Note                                                                     |
| ------------------------------------------------------------------------ | ------------------------------------------------------------------------ | ------------------------------------------------------------------------ | ------------------------------------------------------------------------ | ------------------------------------------------------------------------ | ------------------------------------------------------------------------ | ------------------------------------------------------------------------ | ------------------------------------------------------------------------ |
| 12-5-1983                                                                | Santiago del Cile                                                        | Cile                                                                     | 2 – 2                                                                    | Argentina                                                                | Amichevole                                                               | -                                                                        |                                                                          |
| 23-6-1983                                                                | Buenos Aires                                                             | Argentina                                                                | 1 – 0                                                                    | Cile                                                                     | Amichevole                                                               | -                                                                        |                                                                          |
| 15-7-1983                                                                | Asunción                                                                 | Paraguay                                                                 | 1 – 0                                                                    | Argentina                                                                | Amichevole                                                               | -                                                                        |                                                                          |
| 21-7-1983                                                                | Buenos Aires                                                             | Argentina                                                                | 0 – 0                                                                    | Paraguay                                                                 | Amichevole                                                               | -                                                                        |                                                                          |
| 24-8-1984                                                                | Bogotá                                                                   | Colombia                                                                 | 1 – 0                                                                    | Argentina                                                                | Amichevole                                                               | -                                                                        |                                                                          |
| 1-9-1984                                                                 | Berna                                                                    | Svizzera                                                                 | 0 – 2                                                                    | Argentina                                                                | Amichevole                                                               | -                                                                        |                                                                          |
| 5-9-1984                                                                 | Bruxelles                                                                | Belgio                                                                   | 0 – 2                                                                    | Argentina                                                                | Amichevole                                                               | 1                                                                        | 83’                                                                      |
| 18-9-1984                                                                | Monterrey                                                                | Messico                                                                  | 1 – 1                                                                    | Argentina                                                                | Amichevole                                                               | -                                                                        |                                                                          |
| 25-10-1984                                                               | Buenos Aires                                                             | Argentina                                                                | 1 – 1                                                                    | Messico                                                                  | Amichevole                                                               | -                                                                        |                                                                          |
| 28-4-1985                                                                | Asunción                                                                 | Paraguay                                                                 | 1 – 0                                                                    | Argentina                                                                | Amichevole                                                               | -                                                                        |                                                                          |
| 5-5-1985                                                                 | Salvador                                                                 | Brasile                                                                  | 2 – 1                                                                    | Argentina                                                                | Amichevole                                                               | -                                                                        |                                                                          |
| 9-5-1985                                                                 | Buenos Aires                                                             | Argentina                                                                | 1 – 1                                                                    | Paraguay                                                                 | Amichevole                                                               | -                                                                        |                                                                          |
| 14-5-1985                                                                | Buenos Aires                                                             | Argentina                                                                | 2 – 0                                                                    | Cile                                                                     | Amichevole                                                               | -                                                                        |                                                                          |
| 23-6-1985                                                                | Lima                                                                     | Perù                                                                     | 1 – 0                                                                    | Argentina                                                                | Qual. Mondiali 1986                                                      | -                                                                        | 81’                                                                      |
| 14-11-1985                                                               | Los Angeles                                                              | Messico                                                                  | 1 – 1                                                                    | Argentina                                                                | Amichevole                                                               | -                                                                        |                                                                          |
| 17-11-1985                                                               | Puebla                                                                   | Messico                                                                  | 1 – 1                                                                    | Argentina                                                                | Amichevole                                                               | 1                                                                        |                                                                          |
| 26-3-1986                                                                | Parigi                                                                   | Francia                                                                  | 2 – 0                                                                    | Argentina                                                                | Amichevole                                                               | -                                                                        |                                                                          |
| 30-4-1986                                                                | Oslo                                                                     | Norvegia                                                                 | 1 – 0                                                                    | Argentina                                                                | Amichevole                                                               | -                                                                        |                                                                          |
| 4-5-1986                                                                 | Ramat Gan                                                                | Israele                                                                  | 2 – 7                                                                    | Argentina                                                                | Amichevole                                                               | -                                                                        |                                                                          |
| 2-6-1986                                                                 | Città del Messico                                                        | Argentina                                                                | 3 – 1                                                                    | Corea del Sud                                                            | Mondiali 1986 - 1º turno                                                 | 1                                                                        |                                                                          |
| 5-6-1986                                                                 | Puebla                                                                   | Italia                                                                   | 1 – 1                                                                    | Argentina                                                                | Mondiali 1986 - 1º turno                                                 | -                                                                        |                                                                          |
| 10-6-1986                                                                | Città del Messico                                                        | Argentina                                                                | 2 – 0                                                                    | Bulgaria                                                                 | Mondiali 1986 - 1º turno                                                 | -                                                                        |                                                                          |
| 16-6-1986                                                                | Puebla                                                                   | Argentina                                                                | 1 – 0                                                                    | Uruguay                                                                  | Mondiali 1986 - Ottavi di finale                                         | -                                                                        |                                                                          |
| 22-6-1986                                                                | Città del Messico                                                        | Argentina                                                                | 2 – 1                                                                    | Inghilterra                                                              | Mondiali 1986 - Quarti di finale                                         | -                                                                        |                                                                          |
| 25-6-1986                                                                | Città del Messico                                                        | Argentina                                                                | 2 – 0                                                                    | Belgio                                                                   | Mondiali 1986 - Semifinale                                               | -                                                                        |                                                                          |
| 29-6-1986                                                                | Città del Messico                                                        | Argentina                                                                | 3 – 2                                                                    | Germania Ovest                                                           | Mondiali 1986 - Finale                                                   | -                                                                        |                                                                          |
| 10-6-1987                                                                | Zurigo                                                                   | Argentina                                                                | 1 – 3                                                                    | Italia                                                                   | Amichevole                                                               | -                                                                        |                                                                          |
| 20-6-1987                                                                | Buenos Aires                                                             | Argentina                                                                | 0 – 1                                                                    | Paraguay                                                                 | Amichevole                                                               | -                                                                        |                                                                          |
| 27-6-1987                                                                | Buenos Aires                                                             | Argentina                                                                | 1 – 1                                                                    | Perù                                                                     | Coppa America 1987 - 1º turno                                            | -                                                                        |                                                                          |
| 2-7-1987                                                                 | Buenos Aires                                                             | Argentina                                                                | 3 – 0                                                                    | Ecuador                                                                  | Coppa America 1987 - 1º turno                                            | -                                                                        |                                                                          |
| 9-7-1987                                                                 | Buenos Aires                                                             | Uruguay                                                                  | 1 – 0                                                                    | Argentina                                                                | Coppa America 1987 - Semifinale                                          | -                                                                        |                                                                          |
| 11-7-1987                                                                | Buenos Aires                                                             | Colombia                                                                 | 2 – 1                                                                    | Argentina                                                                | Coppa America 1987 - Finale 3º posto                                     | -                                                                        | 55’                                                                      |
| 16-12-1987                                                               | Buenos Aires                                                             | Argentina                                                                | 1 – 0                                                                    | Germania Ovest                                                           | Amichevole                                                               | -                                                                        |                                                                          |
| 31-3-1988                                                                | Berlino                                                                  | Unione Sovietica                                                         | 4 – 2                                                                    | Argentina                                                                | Torneo 4 Nazioni                                                         | -                                                                        |                                                                          |
| 2-4-1988                                                                 | Berlino                                                                  | Germania Ovest                                                           | 1 – 0                                                                    | Argentina                                                                | Torneo 4 Nazioni                                                         | -                                                                        |                                                                          |
| 6-7-1988                                                                 | Adelaide                                                                 | Argentina                                                                | 2 – 2                                                                    | Arabia Saudita                                                           | Australia Bicentenary Gold Cup - 1º turno                                | -                                                                        |                                                                          |
| 10-7-1988                                                                | Melbourne                                                                | Brasile                                                                  | 0 – 0                                                                    | Argentina                                                                | Australia Bicentenary Gold Cup - 1º turno                                | -                                                                        |                                                                          |
| 14-7-1988                                                                | Sydney                                                                   | Australia                                                                | 4 – 1                                                                    | Argentina                                                                | Australia Bicentenary Gold Cup - 1º turno                                | 1                                                                        |                                                                          |
| 16-7-1988                                                                | Canberra                                                                 | Argentina                                                                | 2 – 0                                                                    | Arabia Saudita                                                           | Australia Bicentenary Gold Cup - Finale 3º posto                         | -                                                                        |                                                                          |
| 12-10-1988                                                               | Siviglia                                                                 | Spagna                                                                   | 1 – 1                                                                    | Argentina                                                                | Amichevole                                                               | -                                                                        |                                                                          |
| 2-7-1989                                                                 | Goiânia                                                                  | Argentina                                                                | 1 – 0                                                                    | Cile                                                                     | Coppa America 1989 - 1º turno                                            | -                                                                        |                                                                          |
| 4-7-1989                                                                 | Goiânia                                                                  | Argentina                                                                | 0 – 0                                                                    | Ecuador                                                                  | Coppa America 1989 - 1º turno                                            | -                                                                        |                                                                          |
| 8-7-1989                                                                 | Goiânia                                                                  | Argentina                                                                | 1 – 0                                                                    | Uruguay                                                                  | Coppa America 1989 - 1º turno                                            | -                                                                        | 10’, 17’                                                                 |
| 12-7-1989                                                                | Rio de Janeiro                                                           | Brasile                                                                  | 2 – 0                                                                    | Argentina                                                                | Coppa America 1989 - Girone finale                                       | -                                                                        |                                                                          |
| 14-7-1989                                                                | Rio de Janeiro                                                           | Uruguay                                                                  | 2 – 0                                                                    | Argentina                                                                | Coppa America 1989 - Girone finale                                       | -                                                                        | 64’                                                                      |
| 21-12-1989                                                               | Cagliari                                                                 | Italia                                                                   | 0 – 0                                                                    | Argentina                                                                | Amichevole                                                               | -                                                                        |                                                                          |
| 28-3-1990                                                                | Glasgow                                                                  | Scozia                                                                   | 1 – 0                                                                    | Argentina                                                                | Amichevole                                                               | -                                                                        | 60’                                                                      |
| 3-5-1990                                                                 | Vienna                                                                   | Austria                                                                  | 1 – 1                                                                    | Argentina                                                                | Amichevole                                                               | -                                                                        |                                                                          |
| 8-5-1990                                                                 | Berna                                                                    | Svizzera                                                                 | 1 – 1                                                                    | Argentina                                                                | Amichevole                                                               | -                                                                        |                                                                          |
| 22-5-1990                                                                | Ramat Gan                                                                | Israele                                                                  | 1 – 2                                                                    | Argentina                                                                | Amichevole                                                               | -                                                                        |                                                                          |
| 8-6-1990                                                                 | Milano                                                                   | Argentina                                                                | 0 – 1                                                                    | Camerun                                                                  | Mondiali 1990 - 1º turno                                                 | -                                                                        | 46’                                                                      |
| 24-6-1990                                                                | Torino                                                                   | Brasile                                                                  | 0 – 1                                                                    | Argentina                                                                | Mondiali 1990 - Ottavi di finale                                         | -                                                                        |                                                                          |
| 30-6-1990                                                                | Firenze                                                                  | Argentina                                                                | 0 – 0 dts (3 - 2 dtr)                                                    | Jugoslavia                                                               | Mondiali 1990 - Quarti di finale                                         | -                                                                        |                                                                          |
| 3-7-1990                                                                 | Napoli                                                                   | Argentina                                                                | 1 – 1 dts (4 - 3 dtr)                                                    | Italia                                                                   | Mondiali 1990 - Semifinale                                               | -                                                                        | 70’                                                                      |
| 8-7-1990                                                                 | Roma                                                                     | Germania Ovest                                                           | 1 – 0                                                                    | Argentina                                                                | Mondiali 1990 - Finale                                                   | -                                                                        | 46’                                                                      |
| 19-2-1991                                                                | Rosario                                                                  | Argentina                                                                | 2 – 0                                                                    | Ungheria                                                                 | Amichevole                                                               | -                                                                        | 37’                                                                      |
| 13-3-1991                                                                | Buenos Aires                                                             | Argentina                                                                | 0 – 0                                                                    | Messico                                                                  | Amichevole                                                               | -                                                                        |                                                                          |
| 27-3-1991                                                                | Buenos Aires                                                             | Argentina                                                                | 3 – 3                                                                    | Brasile                                                                  | Amichevole                                                               | -                                                                        |                                                                          |
| 19-5-1991                                                                | Palo Alto                                                                | Stati Uniti                                                              | 0 – 1                                                                    | Argentina                                                                | Amichevole                                                               | -                                                                        |                                                                          |
| 23-5-1991                                                                | Manchester                                                               | Argentina                                                                | 1 – 1                                                                    | Unione Sovietica                                                         | England Challenge Cup                                                    | 1                                                                        |                                                                          |
| 25-5-1991                                                                | Londra                                                                   | Inghilterra                                                              | 2 – 2                                                                    | Argentina                                                                | England Challenge Cup                                                    | -                                                                        |                                                                          |
| 27-6-1991                                                                | Curitiba                                                                 | Brasile                                                                  | 1 – 1                                                                    | Argentina                                                                | Amichevole                                                               | -                                                                        |                                                                          |
| 8-7-1991                                                                 | Santiago del Cile                                                        | Argentina                                                                | 3 – 0                                                                    | Venezuela                                                                | Coppa America 1991 - 1º turno                                            | -                                                                        |                                                                          |
| 10-7-1991                                                                | Santiago del Cile                                                        | Cile                                                                     | 0 – 1                                                                    | Argentina                                                                | Coppa America 1991 - 1º turno                                            | -                                                                        |                                                                          |
| 12-7-1991                                                                | Concepción                                                               | Argentina                                                                | 4 – 1                                                                    | Paraguay                                                                 | Coppa America 1991 - 1º turno                                            | -                                                                        |                                                                          |
| 17-7-1991                                                                | Santiago del Cile                                                        | Argentina                                                                | 3 – 2                                                                    | Brasile                                                                  | Coppa America 1991 - Girone finale                                       | -                                                                        |                                                                          |
| 19-7-1991                                                                | Santiago del Cile                                                        | Cile                                                                     | 0 – 0                                                                    | Argentina                                                                | Coppa America 1991 - Girone finale                                       | -                                                                        |                                                                          |
| 21-7-1991                                                                | Santiago del Cile                                                        | Argentina                                                                | 2 – 1                                                                    | Colombia                                                                 | Coppa America 1991 - Girone finale                                       | -                                                                        |                                                                          |
| 30-5-1992                                                                | Tokyo                                                                    | Giappone                                                                 | 0 – 1                                                                    | Argentina                                                                | Kirin Cup 1992                                                           | -                                                                        |                                                                          |
| 3-6-1992                                                                 | Gifu                                                                     | Argentina                                                                | 1 – 0                                                                    | Galles                                                                   | Kirin Cup 1992                                                           | -                                                                        |                                                                          |
| 18-6-1992                                                                | Buenos Aires                                                             | Argentina                                                                | 2 – 0                                                                    | Australia                                                                | Amichevole                                                               | -                                                                        |                                                                          |
| 16-10-1992                                                               | Riyad                                                                    | Argentina                                                                | 4 – 0                                                                    | Costa d'Avorio                                                           | Conf. Cup 1992 - Semifinale                                              | -                                                                        |                                                                          |
| 20-10-1992                                                               | Riyad                                                                    | Arabia Saudita                                                           | 1 – 3                                                                    | Argentina                                                                | Conf. Cup 1992 - Finale                                                  | -                                                                        |                                                                          |
| 26-11-1992                                                               | Buenos Aires                                                             | Argentina                                                                | 2 – 0                                                                    | Polonia                                                                  | Amichevole                                                               | -                                                                        |                                                                          |
| 18-2-1993                                                                | Buenos Aires                                                             | Argentina                                                                | 1 – 1                                                                    | Brasile                                                                  | Amichevole                                                               | -                                                                        | 75’                                                                      |
| 17-6-1993                                                                | Guayaquil                                                                | Argentina                                                                | 1 – 0                                                                    | Bolivia                                                                  | Coppa America 1993 - 1º turno                                            | -                                                                        |                                                                          |
| 20-6-1993                                                                | Guayaquil                                                                | Argentina                                                                | 1 – 1                                                                    | Messico                                                                  | Coppa America 1993 - 1º turno                                            | 1                                                                        |                                                                          |
| 23-6-1993                                                                | Guayaquil                                                                | Argentina                                                                | 1 – 1                                                                    | Colombia                                                                 | Coppa America 1993 - 1º turno                                            | -                                                                        |                                                                          |
| 27-6-1993                                                                | Guayaquil                                                                | Argentina                                                                | 1 – 1 dts (6 - 5 dtr)                                                    | Brasile                                                                  | Coppa America 1993 - Quarti di finale                                    | -                                                                        |                                                                          |
| 1-7-1993                                                                 | Guayaquil                                                                | Argentina                                                                | 0 – 0 dts (6 - 5 dtr)                                                    | Colombia                                                                 | Coppa America 1993 - Semifinale                                          | -                                                                        | 46’                                                                      |
| 4-7-1993                                                                 | Guayaquil                                                                | Argentina                                                                | 2 – 1                                                                    | Messico                                                                  | Coppa America 1993 - Finale                                              | -                                                                        | 40’                                                                      |
| 1-8-1993                                                                 | Lima                                                                     | Perù                                                                     | 0 – 1                                                                    | Argentina                                                                | Qual. Mondiali 1994                                                      | -                                                                        |                                                                          |
| 8-8-1993                                                                 | Asunción                                                                 | Paraguay                                                                 | 1 – 3                                                                    | Argentina                                                                | Qual. Mondiali 1994                                                      | -                                                                        | 43’                                                                      |
| 22-8-1993                                                                | Buenos Aires                                                             | Argentina                                                                | 2 – 1                                                                    | Perù                                                                     | Qual. Mondiali 1994                                                      | -                                                                        |                                                                          |
| 29-8-1993                                                                | Buenos Aires                                                             | Argentina                                                                | 0 – 0                                                                    | Paraguay                                                                 | Qual. Mondiali 1994                                                      | -                                                                        | 52’                                                                      |
| 5-9-1993                                                                 | Buenos Aires                                                             | Argentina                                                                | 0 – 5                                                                    | Colombia                                                                 | Qual. Mondiali 1994                                                      | -                                                                        | 44’                                                                      |
| 17-11-1993                                                               | Buenos Aires                                                             | Argentina                                                                | 1 – 0                                                                    | Australia                                                                | Qual. Mondiali 1994                                                      | -                                                                        | Ammonizione                                                              |
| 15-12-1993                                                               | Miami                                                                    | Argentina                                                                | 2 – 1                                                                    | Germania                                                                 | Amichevole                                                               | -                                                                        |                                                                          |
| 20-4-1994                                                                | Salta                                                                    | Argentina                                                                | 3 – 1                                                                    | Marocco                                                                  | Amichevole                                                               | -                                                                        |                                                                          |
| 18-5-1994                                                                | Santiago del Cile                                                        | Cile                                                                     | 3 – 3                                                                    | Argentina                                                                | Amichevole                                                               | 1                                                                        |                                                                          |
| 25-5-1994                                                                | Guayaquil                                                                | Ecuador                                                                  | 1 – 0                                                                    | Argentina                                                                | Amichevole                                                               | -                                                                        |                                                                          |
| 31-5-1994                                                                | Ramat Gan                                                                | Israele                                                                  | 0 – 3                                                                    | Argentina                                                                | Amichevole                                                               | -                                                                        |                                                                          |
| 4-6-1994                                                                 | Zagabria                                                                 | Croazia                                                                  | 0 – 0                                                                    | Argentina                                                                | Amichevole                                                               | -                                                                        | 88’                                                                      |
| 21-6-1994                                                                | Foxborough                                                               | Argentina                                                                | 4 – 0                                                                    | Grecia                                                                   | Mondiali 1994 - 1º turno                                                 | -                                                                        |                                                                          |
| 25-6-1994                                                                | Foxborough                                                               | Argentina                                                                | 2 – 1                                                                    | Nigeria                                                                  | Mondiali 1994 - 1º turno                                                 | -                                                                        |                                                                          |
| 30-6-1994                                                                | Dallas                                                                   | Argentina                                                                | 0 – 2                                                                    | Bulgaria                                                                 | Mondiali 1994 - 1º turno                                                 | -                                                                        | 34’ cap.                                                                 |
| 3-7-1994                                                                 | Pasadena                                                                 | Romania                                                                  | 3 – 2                                                                    | Argentina                                                                | Mondiali 1994 - Ottavi di finale                                         | -                                                                        | 33’ cap.                                                                 |
| Totale                                                                   |                                                                          | Presenze                                                                 | 97                                                                       |                                                                          | Reti                                                                     | 7                                                                        |                                                                          |

## Palmarès

### Giocatore

#### Club

##### Competizioni nazionali
- Campionato argentino: 3

Boca Juniors: Metropolitano 1981
River Plate: 1985-1986
San Lorenzo: Clausura 1995
- Campionato spagnolo: 1

Real Madrid: 1990

##### Competizioni internazionali
- Coppa Libertadores: 1

River Plate: 1986
- Coppa Intercontinentale: 1

River Plate: 1986
- Coppa Interamericana: 1

River Plate: 1986
- CONCACAF Champions' Cup: 1

América: 1992

#### Nazionale
- Campionato mondiale: 1

Messico 1986
- Coppa America: 2

Cile 1991, Ecuador 1993
- Confederations Cup: 1

Argentina: 1992

#### Individuale
- Equipo Ideal de América: 2

1986, 1991
- Calciatore argentino dell'anno: 1

1991
- Calciatore sudamericano dell'anno: 1

1991